# Lam Sơn, thành phố Hưng Yên
Lam Sơn là một phường thuộc thành phố Hưng Yên, tỉnh Hưng Yên, Việt Nam.

## Địa lý
Phường Lam Sơn có vị trí địa lý:
- Phía đông giáp phường Hiến Nam và phường An Tảo
- Phía tây giáp Sông Hồng
- Phía nam giáp phường Hiến Nam
- Phía bắc giáp xã Bảo Khê và xã Hùng Cường.

Phường Lam Sơn có diện tích 7,58 km², dân số năm 2019 là 9.074 người, mật độ dân số đạt 1.197 người/km².

## Lịch sử
Ngày 4 tháng 1 năm 1982, Hội đồng Bộ trưởng  ban hành Quyết định 02-HĐBT về việc điều sáp nhập xã Lam Sơn của huyện Kim Thi vào thị xã Hưng Yên quản lý.
Ngày 24 tháng 2 năm 1997, Chính phủ ban hành Nghị định 17-CP về việc thành lập phường Lam Sơn trên cơ sở toàn bộ 752,9 ha diện tích tự nhiên và 6.515 nhân khẩu của xã Lam Sơn.
Ngày 23 tháng 9 năm 2003, Chính phủ ban hành Nghị định 108/2003/NĐ-CP về việc điều chỉnh 9,48 ha diện tích tự nhiên và 15 nhân khẩu của phường Lam Sơn về phường Hiến Nam quản lý.
Sau khi điều chỉnh địa giới hành chính, phường Lam Sơn có 762,42 ha diện tích tự nhiên và 6.528 nhân khẩu.
Ngày 19 tháng 1 năm 2009, Thủ tướng Chính phủ ban hành Nghị định 04/NĐ-CP về việc thành lập thành phố Hưng Yên thuộc tỉnh Hưng Yên. Phường Lam Sơn thuộc thành phố Hưng Yên.

## Văn hóa
Phường Lam Sơn ngay từ thế kỷ X đã là nơi đặt lỵ sở của tướng quân Phạm Bạch Hổ thời loạn 12 sứ quân. Hiện nay di tích đền Mây thờ ông trở thành điểm đến nổi tiếng và cổ kính nhất trong quần thể di tích Phố Hiến.

### Đền Kim Đằng
Đền Kim Đằng Thờ tướng Đinh Điền và phu nhân Phan Thị Môi. Trên đường đi dẹp loạn 12 sứ quân, qua trang Đằng Man, tổng An Tảo, phủ Khoái Châu, trấn Sơn Nam Thượng, Đinh Điền thấy thế đất tựa "Thanh Long, Bạch Hổ chầu về", Đinh Điền liền cho dựng doanh trại và lấy người con gái địa phương tên Phan Thị Môi làm vợ. Đinh Điền cũng chọn 3 người họ Phan, họ Phạm và họ Nguyễn ở trang Đằng Man làm gia tướng.